# Statsskapets dag
Statsskapets dag (slovenska: Dan državnosti) är en helgdag som inträffar den 25 juni varje år i Slovenien för att fira landets självständighet från Jugoslavien år 1991. Sloveniens självständighetsförklaring inledde det slovenska självständighetskriget med Jugoslavien som varade i tio dagar.